# Vagrant Records
Vagrant Records is een Amerikaans onafhankelijk platenlabel uit Los Angeles, Californië en is opgericht door Jon Cohen en Rich Egan in 1996. Het label richt zich vooral op rockmuziek, maar ook op andere genres waaronder folk, soul, elektronische muziek, en popmuziek.

## Bands die bij Vagrant spelen
| - Active Child - Albert Hammond, Jr. - Alexander - Bad Suns - Band of Skulls - Benjamin Francis Leftwich - Black Rebel Motorcycle Club - Blitzen Trapper - Bombay Bicycle Club - Brooke Fraser - California Wives - City and Colour - CRUISR - Dive In - Dustin Kensrue - Edward Sharpe and the Magnetic Zeros - Eels - The Elected - French Kicks - The Grates | - The Hold Steady - Janet Jackson - John Gold - J Roddy Walston and the Business - Justin Townes Earle - Mayer Hawthorne - Missy Higgins - MonstrO - The Night Marchers - Pete Yorn - PJ Harvey - Placebo - Reptar - Rogue Wave - School of Seven Bells - Sublime with Rome - Thrice - Wake Owl - The 1975 |

## Compilatiealbums
Vagrant Records heeft twee compilatiealbums uitgegeven die covers van bekende new wave-nummers bevatten.
- Before You Were Punk: A Punk Rock Tribute to 80's New Wave
- Before You Were Punk 2: Another Punk Rock Tribute to 80's New Wave